# Mátészalka
Mátészalka là một thị xã ở hạt Szabolcs-Szatmár-Bereg, vùng Đại Đồng Bằng Bắc của đông Hungary.
Thị xã có diện tích 41,81 km2 (16 dặm vuông Anh) và dân số 18.084 người (2005).
Mátészalka kết nghĩa với Zevenaar (NED).
Đây là nguyên quán của diễn viên Tony Curtis.
Bản mẫu:Szabolcs-Szatmar-Bereg